# Liberaal-Democratische Partij (Japan)
De Liberaal-Democratische Partij (Japans: 自由民主党, Jiyūminshutō, of ook kort 自民党, Jimintō) (LDP) is een politieke partij in Japan. Vanaf de oprichting van de partij in 1955, met uitzondering van de jaren 1993-1994 en 2009-2012, heeft de LDP de Japanse regering gevormd.
Ideologisch gezien valt de partij te kenschetsen als conservatief, nationalistisch, neoliberaal en pro-Amerikaans. De regering sprak haar politieke en militaire steun uit aan de Amerikaanse invasie in Irak. Door de langdurige regeerperiode is de partij sterk verweven met het bedrijfsleven en de bureaucratie. Ook de grote groei van de economie tot het einde van de jaren tachtig is op deze verbindingen terug te voeren. De onderlinge verbondenheid wordt ook wel "ijzeren driehoek" genoemd.
De partij is verdeeld in vijf belangrijke facties, wat ook tot sterke onderlinge conflicten heeft geleid. De verschillen tussen de facties hebben echter meer te maken met machtspolitiek binnen de partij, dan met onderlinge verschillende denkbeelden. De facties worden meestal vertegenwoordigd door toenmalige ministers-presidenten, die samen over de politieke programma's van de partij onderhandelen. De belangrijkste baantjes binnen de regering van het land worden eveneens op deze wijze verdeeld, waarbij meestal een rotatieprincipe wordt gehanteerd, zodat de samenhang binnen de partij wordt gegarandeerd.
Hoewel deze vorm van achterkamertjespolitiek bekend is bij de Japanse bevolking en vaak als ondemocratisch wordt veroordeeld, haalt de partij toch regelmatig de meerderheid bij de verkiezingen. De partij profiteert ook van het feit dat de Japanners voor hun keuze bij verkiezingen meer naar personen kijken dan naar partijprogramma's. De LDP lukt het telkens weer met naar buiten integer overkomende kandidaten te komen, terwijl de oppositiepartijen voor de meeste Japanners te radicaal overkomen.

## Ontstaan
Op 11 november 1955 komt de LDP tot stand door de samenvoeging van twee conservatieve partijen, de Liberale Partij onder leiding van Shigeru Yoshida en Japanse Democratische Partij onder leiding van Ichiro Hatoyama. Beide partijen waren kapitalistisch gericht met conservatieve doeleinden en een anticommunistisch beleid tijdens de Koude Oorlog.
De beslissing om samen te gaan was noodzakelijk om niet overschaduwd te worden door de socialistische partij, de Japanse Socialistische Partij. Beide partijen kregen veel stemmen, maar geen had er voldoende om een meerderheid te behalen bij de generale verkiezingen. De liberale partij wist 114 zetels te winnen en de democratische partij 185, maar toen twee socialistische partijen, de Linkse Socialistische Partij en Rechtse Socialistische Partij, zich bij elkaar aansloten en zo 156 zetels wisten te behalen, voelden ze zich bedreigd en vormden ze vervolgens zelf de LDP. Vervolgens oversteeg de LDP de socialistische partij en werd Ichiro Hatoyama de eerst minister van Japan, afkomstig van de LDP.

## Monopolie (1955-1993)
Sinds de opkomst van de partij in 1955 genoot deze tot 1993 een politiek monopolie zonder oppositie. De eerste ministers die hieruit volgden waren allen afkomstig van de LDP.
Het welbevinden van de partij was evenzeer te danken aan de flexibiliteit die ze teweeg kon brengen, aangezien de partij opgebouwd is uit verschillende andere facties. Dezen komen overeen in de algemene conservatieve denkwijze maar verschillen drastisch in het gedacht van de uitwerking hiervan.
De voornaamste reden van de onafgebroken macht dankten ze echter niet aan de grote hoeveelheid kiezers, maar aan het verkiezingssysteem dat uitgebuit kon worden om het maximaal aantal zetels te behalen, wat ze met succes deden tot de hervorming ervan in 1994.

### Geldsteun Amerika
In de jaren 50 en 60, in de periode van de Koude Oorlog, kreeg de LDP in het geheim fondsen van de Central Intelligence Agency (CIA). De Amerikanen wilden de communistische en socialistische partijen in Japan buitenspel zetten. De financiële steun zou beëindigd zijn in 1970, Japan was economisch zo welvarend geworden dat steun van buitenaf niet meer nodig was.

### IJzeren driehoek
Deze ijzeren driehoek bestond uit intensieve relaties tussen politiek (in dit geval de LDP omwille van hun machtsmonopolie), bureaucratie en bedrijfsleven. Het was een simpel maar zeer effectief systeem. Bureaucraten maken de wetten, maar de wetten moeten worden goedgekeurd door de regering (op dit moment de LDP). De bedrijven zorgen voor banen voor bureaucraten die met 53 jaar met pensioen gaan (amakudari). In ruil voor deze banen maken de ambtenaren wetten gunstig voor het bedrijfsleven. De bedrijven op hun beurt financieren de LDP om toestemming te krijgen voor deze wetten. Dit systeem zou later door Junichiro Koizumi (r. 2001-2006) ontmanteld worden.

### Verhouding Hogerhuis en Lagerhuis
Het Lagerhuis bestaat momenteel uit 475 leden. Het Hogerhuis is samengesteld uit 242 leden en staat ook bekend als de senaat. Leden in het Lagerhuis worden om de 4 jaar gekozen. In het Hogerhuis vinden om de 3 jaar verkiezingen plaats voor de helft, dit wil zeggen dat iedereen 6 jaar dient in het Hogerhuis.
In de Japanse Grondwet is vastgelegd dat als een wet wordt aangenomen in het Lagerhuis deze wet aan het Hogerhuis wordt voorgelegd voor uiteindelijke goedkeuring. Wanneer een wet in het Hogerhuis geweigerd wordt, zal men deze opnieuw voorleggen in het Lagerhuis. Mits een meerderheid van 2/3 zal deze wet dan toch nog goedgekeurd worden ongeacht de beslissing van het Hogerhuis. De LDP genoot een meerderheid van 2/3 in het Lagerhuis wat dus neerkwam op totale macht. Moest een wet worden geweigerd in het Hogerhuis, kon de LDP deze goedkeuren met hun meerderheid in het Lagerhuis.

### Verkiezingssysteem voor 1993
Het verkiezingssysteem voor 1993 zorgde voor competitie binnen de partij. Per district kunnen meerdere kandidaten verkozen worden voor een zetel in het Lagerhuis, tussen 2 en 6 kandidaten per district. In een district dat bestaat uit 3 zetels kunnen dus enkel de top 3 kandidaten deze zetel verkrijgen. Elke kiezer kreeg slechts 1 stem en deze stem ging rechtstreeks naar de persoon en niet algemeen naar de partij zelf.
Dit proces nam een aantal voorkomende fouten met zich mee die een partij kon maken, wat hen ervan weerhield om zo efficiënt mogelijk het maximaal aantal zetels te kunnen behalen.
- Te veel kandidaten nomineren per district wat ervoor zorgde dat het aantal stemmen te dun verdeeld was.
- Te weinig kandidaten nomineren.
- Kandidaten nomineren die niet aan elkaar gewaagd zijn waardoor de uiteindelijke stemmen oneven verdeeld zijn. Dit wil zeggen dat een bepaald lid van de partij het zo goed deed dat hij de andere van dezelfde partij buitenspel zette.

Er waren meer zetels dan districten dus men moest meerdere kandidaten inzetten per district. Omwille van hun constante meerderheid in het Lagerhuis tot 1993 wisten ze dit systeem klaarblijkelijk goed te gebruiken. De verdeling van districten was evenzeer in het voordeel van de LDP. De landelijke districten (hiervandaan verkreeg de LDP de meeste steun) bezitten over het algemeen meer zetels dan de stedelijke districten.

## Standpunten
Doelstellingen van de partij zijn voornamelijk conservatief en kapitalistisch gericht. De partij beschikt echter niet over een vaste ideologie omwille van haar lange regeerperioden.
De globale richtlijnen zijn als volgt:
- Snelle economische groei vooral gebaseerd op export. In zekere zin protectionisme.
- Aanpassen van de grondwet, dit vooral omwille van artikel 9 zodat Japan weer kan beschikken over een eigen leger.
- Goede samenwerking met de Verenigde Staten.

## Premiers (1955-1993)
In deze tijd van politieke dominantie was elke eerste minister afkomstig van de LDP. Hieronder volgt een beknopte lineaire opsomming van premiers met hun verwezenlijkingen tot 1993 wanneer de LDP van zijn troon gestoten werd. Naast elke premier wordt de ambtsperiode weergeven.

### Ichiro Hatoyama (1955-1956)

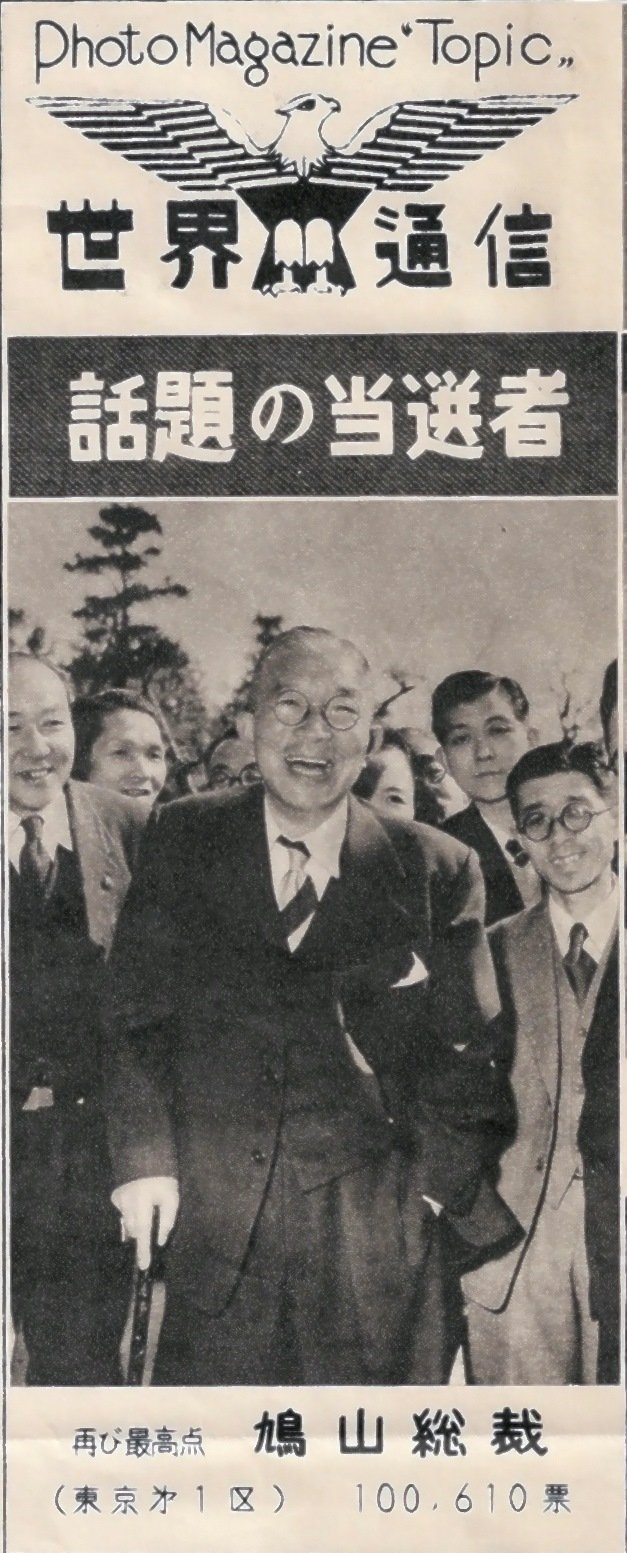
Hatoyama Ichiro

Hij was medeverantwoordelijk voor de oprichting van de LDP en vervolgens benoemd tot president van de partij in november 1955. Hij was al langer premier, maar pas vanaf 22 november president van de LDP. Hij maakte als eerste Japanse politicus gebruik van televisie en radio tijdens zijn campagne. Hij slaagde erin de relaties met andere Aziatische landen te verbeteren en de diplomatieke banden met de Sovjet-Unie te herstellen om zo handel te kunnen hervatten. Pogingen om grip te krijgen op de Koerillen-eilanden Habomai, Shikotan, Kunashiri en Etorofu mislukten.

### Tanzan Ishibashi (1956-1957)
Zijn politieke loopbaan was van korte duur, slechts negen weken. Zijn beleidsplannen waren populair bij de bevolking, waaronder het verbeteren van werkgelegenheid en productiviteit maar helaas bleef het bij uitspraken en hij trad af omwille van gezondheidsredenen.

### Nobosuke Kishi (1957-1960)
Het beleid van Nobusuke Kishi begint met het benadrukken van de speciale relatie tussen de V.S. en Japan alsook de spanningen te verlichten met zuidelijke Aziatische landen. Zijn meest memorabele verwezenlijking was de herziening van het Veiligheidsverdrag tussen Japan en de Verenigde Staten in 1960. De bedoeling hiervan was de relatie tussen beide naties op gelijke voet te zetten en onafhankelijke diplomatie van Japan te herstellen. Kishi gebruikte zijn conservatieve parlementaire meerderheid om het aangepaste verdrag te ratificeren, terwijl de leden van de oppositiepartijen door de politie uit het Kokkai werden verwijderd. Dit werd gezien als ondemocratisch en lokte grootschalige publieke demonstraties tegen Kishi. Nadat het verdrag was goedgekeurd trad hij af als eerste minister, maar bleef wel nog steeds een actief lid bij de LDP.

### Hayato Ikeda (1960-1964)

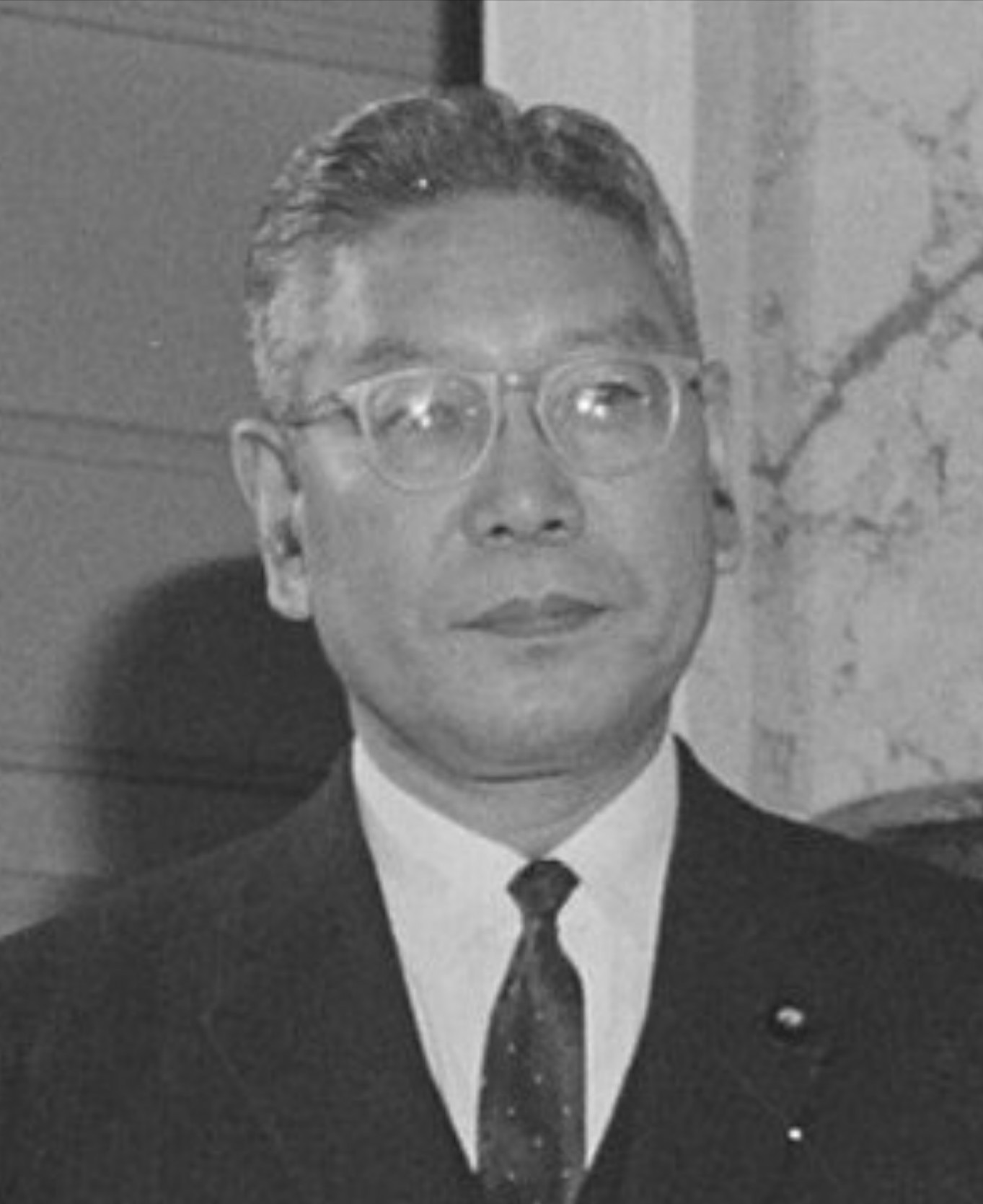
Ikeda Hayato

Hayato Ikeda was mede verantwoordelijk voor de fenomenale economische groei van Japan in de jaren 60. Zijn intentie was het inkomen te verdubbelen binnen tien jaar, hij realiseerde dit in zeven jaar. Zo evolueerde Japan tot de tweede grootste economische macht ter wereld.
Het plan om de economie te stabiliseren bedacht hij samen met Joseph Dodge. Zijn beleid hield in de publieke sector uitgaven te vergroten, belastingen verminderen alsook pogingen om de inflatie en rentevoeten laag te houden. Dit bracht echter enkele negatieve gevolgen met zich mee zoals vervuiling, verlaten boerderijdorpjes en overbevolking van de steden. Hij trad in 1964 af als eerste minister omwille van gezondheidsredenen.

### Eisaku Sato (1964-1972)
Zijn beleid legde de focus op sociale ontwikkeling en respect voor humane waardigheid. Eisaku Sato was tegen kernwapens, niet produceren, niet bezitten en niet introduceren wat leidde tot het tekenen van het Verdrag inzake de niet-verspreiding van kernwapens. Later kreeg hij omwille van deze acties de Nobelprijs voor de Vrede in 1974.
Hij was positief ingesteld tegenover de Amerikaanse acties in Vietnam tussen 1955 tot 1975. In 1969 kwam hij tot een akkoord met Richard Nixon zodat Okinawa weer Japans grondgebied werd. Ook moesten de Amerikanen al hun nucleaire wapens van het eiland weghalen, Sato verlengde wel het Veiligheidsverdrag met de Verenigde Staten waardoor Amerikaanse troepen toestemming kregen op Okinawa te blijven.

### Kakuei Tanaka (1972-1974)
Was een zeer autoritaire, atypisch leider. Hij trouwde met een dochter van een bouwmagnaat om een positie te bemachtigen als minister van internationale handel en industrie binnen het kabinet van Sato Eisaku.
Hij hield zich bezig met problemen zoals de ontvolking van de landelijke gebieden en overbevolking van de steden. Het eerste belangrijke punt op zijn agenda was het verbeteren van de relaties tussen Japan en de Volksrepubliek China. Dit leidde tot het tekenen van de “Joint Communiqué” tussen Japan en China, wat ervoor zorgde dat de relaties stabiliseerden en de communistische regering in China erkend werd.
Tijdens zijn ambtsperiode was er ook sprake van stijgende inflatie. Als reactie hierop poogde hij enkele maatregelen zoals de “Law Concerning the Prevention of Cornering and Hoarding” die hier verandering in moest brengen maar zonder succes. In 1974 kwam de “National Land Use Planning Law” die als doel had de natuurlijke omgevingen te beschermen en landprijzen te stabiliseren.
Tijdens de verkiezingen in het Hogerhuis in 1974 maakte zijn partij een zwakke opkomst. Dit samen met beschuldigingen van corruptie en illegale praktijken met betrekking tot bouwbedrijven en onroerend goed zorgde dit ervoor dat hij aftrad in 1974.

### Takeo Miki (1974-1976)
Hij was van het principe om een eerlijke politicus te worden in tegenstelling tot zijn voorganger. Na zijn verkiezing poogde hij de LDP te hervormen en de Lockheed-affaire te onderzoeken. Dit zorgde voor verdeeldheid binnen de partij waardoor hij uiteindelijk zijn politieke macht verloor en aftrad in 1976.

### Takeo Fukuda (1976-1978)
Fukuda probeerde economische vooruitgang te boeken en werk te promoten, waarin hij ook grotendeels slaagde. Het groeiende handelsoverschot van Japan zorgde ervoor dat buitenlandse relaties verergerden. Ondanks deze moeilijkheden bleef Japan export en economische groei stimuleren.
In 1977 werden de relaties met de Zuidoost-Aziatische landen verbeterd. Dit kreeg de benaming “Fukuda Doctrine”, met de bedoeling om spirituele en vriendschappelijke banden te scheppen tussen de Aziatische landen en Japan. In 1978 kwam een vriendschapsverdrag tot stand tussen de Volksrepubliek China en Japan, het “Treaty of Peace and Friendship”. Dit vormde een conclusie tot de versterking van relaties die begon sinds het tekenen van de “Joint Communique” in 1972.
Fukuda hervormde ook de LDP; hij wilde meer samenwerking en eenheid binnen de partij. Maatregelen die hij nam om de partij functioneler maken, waren:
- De president moet verkozen worden door alle leden van de partij.
- De stichting van het Liberaal Nationaal Congres, ter verbetering van de organisatie en financiële situatie van de partij.
- Pogingen tot elimineren facties binnen de partij en zo samenhorigheid te verbeteren.

### Masayoshi Ohira (1978-1980)
Hij focuste zich op het binnenlands beleid en meer lokale autonomie, zoals zorgen voor meer werkgelegenheid en verlenging van werkloosheidsuitkeringen. Hij werd gehospitaliseerd tijdens het voeren van campagne en stierf in 1980.

### Zenko Suzuki (1980-1982)
Een belangrijk punt op zijn agenda was het herstel van de overheidsfinanciën.
Hij kreeg te kampen met verschillende problemen zoals vergrijzing van de bevolking, daling van economische groei, handelsdisputen en de gevolgen van de tweede oliecrisis. Hij vervulde tevens een driestappenplan dat moest zorgen voor economische openheid. Dit plan zorgde ervoor dat verschillende tarieven op producten verminderd of afgeschaft werden en ook versimpeling van inspectie op importproducten.

### Yasuhiro Nakasone (1982-1987)
Wordt ook bekeken als de politieke zoon van Kakuei Tanaka.
Yasuhiro Nakasone was vastberaden de banden met de V.S. te versterken door de handelsbarrières op Amerikaanse goederen te verminderen. Japan had een gesloten economie, wat inhield dat ze veel exporteerden maar niet veel importeerden. Hij had ook een goede band met president Ronald Reagan wat de relatie tussen beide landen bevorderde. Hij was van principe bereid veel geld te spenderen aan defensie, wat voor wrijving zorgde in Japan. Hij wilde Japans reputatie als een van leidende economische landen duidelijk maken door verschillende ontmoetingen te regelen met de bondgenoten van Japan. Ook nam hij maatregelen om de schulden van Japan te verminderen.
Op het einde van zijn tweede termijn begon Japan de macht van V.S. in de wereldeconomie te rivaliseren.

### Noboru Takeshita (1987-1989)
Staat vooral bekend wegens het invoeren van de consumptietaks, dit zijn belastingen op consumptiegoederen. Die moest zorgen voor een stabiele balans tussen inkomen, bezit en consumptie.
Het Recruit schandaal bracht de LDP in de problemen. Het Japanse informatie- en uitgeversgigant Recruit Holdings had geld en aandelen toegestopt aan politici, ambtenaren en personen uit het bedrijfsleven. Takeshita zelf had zo'n drie miljoen gulden ontvangen. Toen dit bekend werd nam het vertrouwen af onder de bevolking ten opzichte van de politieke wereld en als gevolg hiervan besloot Noboru Takeshita af te treden in 1989.

### Sosuke Uno (1989-1989)
Na slechts een ruime maand besloot hij af te treden wegens het uitlekken van een seksschandaal met een geisha. Verder had hij ook in de jaren zestig en zeventig nog twee andere buitenechtelijke verhoudingen. Opiniepeilingen wezen uit dat slechts 16% van de bevolking op de LDP zou stemmen.

### Toshiki Kaifu (1989-1991)
Hij was niet in staat echte veranderingen door te voeren. Is aan de macht aan het begin van een zeer moeilijke economische periode, ook wel “the lost decade” genoemd. De aandelenkoersen stortten in gevolgd door de Japanse economie in de jaren 90.

### Kiichi Miyazawa (1991-1993)
Hij kreeg te kampen met geschillen binnenin de facties van de LDP en was niet in staat deze op te lossen en de partij te herenigen, dit was het begin van het einde van haar hegemonie. In 1993 splitsten 39 leden van de LDP zich af om zich bij de oppositie te voegen. Zij dienden een motie van wantrouwen in en hij trad af als eerste minister.

## Intermezzo (1993-1996)
In 1993 gleed de LDP zijn einde tegemoet. De grootste reden hiervan was de afscheuring van de facties binnen in de partij, wat grotendeels een directe reactie was op de incompetentie van Kiichi Miyazawa om het verkiezingssysteem te hervormen.
Zijn aftreden markeerde het einde van de machtspositie van de LDP sinds de oprichting. Voor het eerst in 38 jaar verloren ze de controle. De grootste factie binnen in de LDP, onder leiding van Hata Tsutomu, scheurde zich af om de Japan Renewal Party te vormen. In de verkiezingen van 1993 behaalde de LDP slechts 223 zetels. De linkse anti-LDP coalitie, bestaande uit Japan Socialist Party, Japan Renewal Party, Justice Party, Japan New Party, Democratic Socialist Party, New Party Sakigake en Social Democratic Federation, behaalde een meerderheid met 243 zetels. Zo werd in 1993 Morihori Hosokawa, hij was lid van de LDP maar verliet de partij in 1992 om zijn eigen partij op te richten, Japan New Party, van de JNP eerste minister.
De coalitie hield niet lang stand wegens de onmogelijkheid het eens te worden over het beleid, dit voornamelijk omdat de coalitie uit zoveel partijen bestond.
In 1994 sluit de LDP een coalitie met SDP om de coalitie te ondermijnen en een nieuwe coalitieregering te vormen, dit met succes. Zo werd Murayama Tomiichi van de Social Democratic Party eerste minister (1994-1996). Hij deed er alles aan om de fragiele coalitie bij elkaar te houden maar had nooit echt een vaste greep op de macht.

### Verkiezingssysteem vanaf 1993
De verandering van het verkiezingssysteem was topprioriteit voor de anti-LDP coalitieregering. Na 1993 veranderde het systeem van meerdere kandidaten per district zonder overdraagbare stemmen naar een systeem waar het volk kon stemmen op de partij en op een kandidaat.
Een van de redenen om over te stappen naar dit systeem was om de competitie binnenin de partijen tegen te gaan. Zo konden de mensen op de partij en hun idealen stemmen in plaats van op personen te stemmen.

## Premiers (1996-2009)
Na een korte periode waar de LDP buitenspel werd gezet, kwam een coalitieregering aan de macht. In 1994 slaagde de LDP erin samen met de SDJP een regering te vormen door zelf een coalitie te vormen. Echter waren de dagen waarin de LDP volledige macht had voorbij, in 1996 werd de president van de LDP benoemd tot eerste minister en stond aan het hoofd van de coalitie.

### Ryutaro Hashimoto (1996-1998)

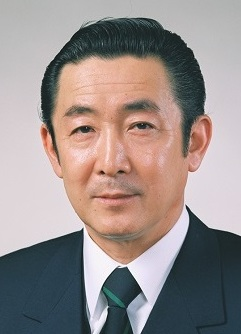
Ryutaro Hashimoto

De verkiezing van Ryutaro Hashimoto duidde de terugkeer van de LDP aan na een kort socialistisch regime.
Volgend op het aftreden van Murayama Tomiichi, de leider van SDPJ, kwam Hashimoto aan de macht. Hij stond nu als premier aan het hoofd van de coalitie tussen de LDP en SDPJ die sedert 1994 standhield.
Hashimoto was een zeer charismatisch man die economische en financiële hervormingen doorvoerde om zo de economische recessie tegen te kunnen gaan. Ook onderhandelde hij met de V.S. omtrent de militaire basis die zich op Okinawa bevindt, ze kwamen tot een akkoord om te verkleinen en te reorganiseren.
In 1997 werd de toeneming van de nationale verkooptaks goedgekeurd. Dit zou de begrotingstekorten van het land moeten reduceren, maar had als gevolg dat de economie in een diepere recessie viel.

### Keizo Obuchi (1998-2000)
Had niet echt het charismatische karakter dat Ryutaro Hashimoto had maar was zeer strategisch. Hij maakte het mogelijk dat de Japanse economie op korte termijn weer kon stijgen. Om dit op korte termijn te kunnen doen stijgen, was zijn doel publieke uitgaven te verhogen en een verlaging van de belastingen.
Ook zorgde hij ervoor dat banken die op instorten stonden onder overheidscontrole geplaatst werden. Er werden fondsen opgesteld om de banken financieel te steunen. Midden 1999 begon de Japanse economie opnieuw te stijgen.

### Yoshiro Mori (2000-2001)
Na het overlijden van Keizo Obuchi werd Yoshiro Mori benoemd tot opvolger. Hij zag een veelbelovende toekomst in de informaticasector en introduceerde de “e-Japan strategy” waarbij zowel de overheid als private sector samen werken om de informaticarevolutie te ondersteunen.
Uiteindelijk stond hij vooral bekend om zijn vele misplaatste uitspraken, hij was nooit echt populair tijdens zijn premierschap.

### Junichiro Koizumi (2001-2006)

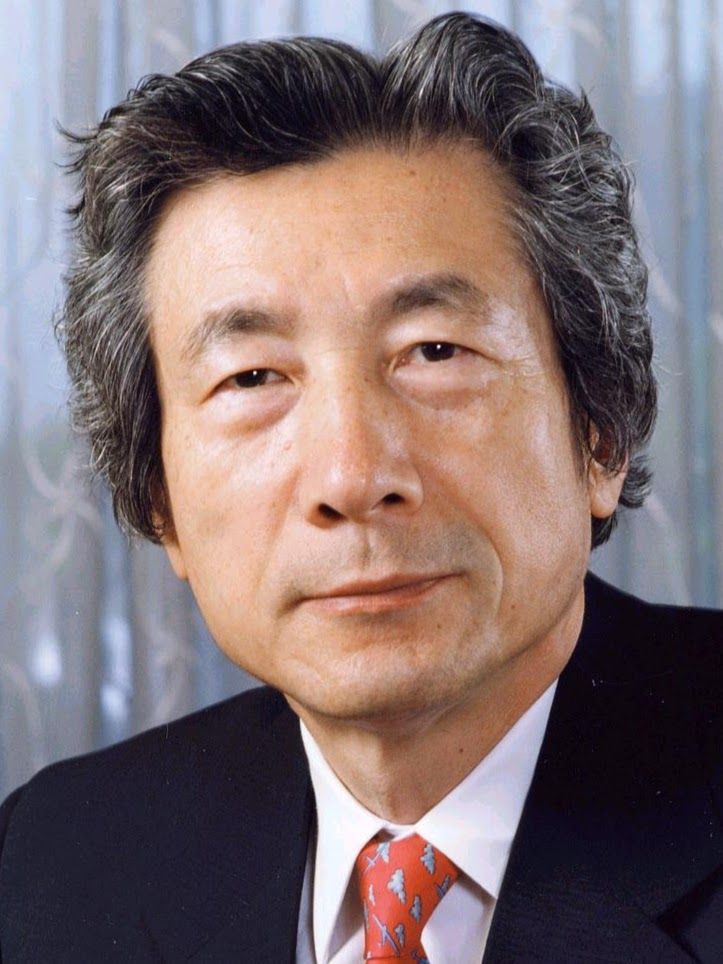
Junichiro Koizumi

Genoot een grote hoeveelheid populariteit onder de bevolking bij zijn opkomst.
Zijn economische hervormingsdoeleinden stootten wel op enkele tegenstand vanuit het Diet. Een deel van zijn plan was de privatisering van de postdiensten, wat angst met zich meebracht omwille van de mogelijkheid banen te verliezen. Hoewel er over zijn beleidsplannen gedacht werd dat ze de recessie van het land op korte termijn enkel maar zouden schaden, bleef het volk toch positief en bleef zijn populariteit intact.
Koizumi was een diplomatiek conservatief en probeerde de banden met de V.S. te versterken; zo steunde hij het land zo goed mogelijk na de aanslagen op 11 september 2001. Naar aanleiding van deze aanslagen kwam de “Anti-Terror Act” tot stand. Dit hield in dat Japan tussenbeide mag komen wanneer hun bondgenoten aangevallen worden, wat daarvoor niet mogelijk was geweest omwille van grondwetbeperkingen.
Wegens ambtstermijnbeperkingen van de partij verliet Koizumi zijn positie in 2006 om opgevolgd te worden door Shinzo Abe.

### Shinzo Abe (2006-2007)
Op 52-jarige leeftijd werd hij de jongste premier ooit sinds de Tweede Wereldoorlog. Als opvolger van Koizumi nam hij ook stappen om de economische en fiscale hervormingen door te voeren. Hij reisde daarnaast naar Zuid-Korea en de Volksrepubliek China om de diplomatieke banden te bevorderen.
Abe wou ook artikel 9 van de Japanse Grondwet herzien. Omwille van verschillende interpretaties van de wet was het al mogelijk om de Japanse Zelfverdedigingstroepen op te richten ter verdediging van Japan. Als reactie op de raketoefeningen van Noord-Korea stelde Abe dat Japan het recht had zichzelf eventueel preventief te verdedigen tegen een mogelijke toekomstige aanval.
In 2007 trad hij af wegens gezondheidsproblemen en onvoldoende steun vanuit het Hogerhuis. Hij zou in 2012 opnieuw verkozen worden als eerste minister.

### Yasuo Fukuda (2007-2008)
Zijn vader was reeds premier geweest van 1976 tot 1978. Hij verklaarde dat de LDP maar een kleine misstap nodig had om het vertrouwen van het volk te verliezen en stelde vast dat ze hard zouden moeten werken om de steun van het volk te kunnen behouden.
Zijn binnenlands beleid had betrekking op hervorming van het pensioensysteem dat ervoor zorgde dat personen ouder dan 75 jaar extra gezondheidszorg moesten betalen. Wegens een afkeuring van het Hogerhuis werd dit niet in werking gezet.

### Taro Aso (2008-2009)
Kort na zijn verkiezing werd Japan ook een slachtoffer van de internationale financiële crisis.
In 2009 kondigde Aso generale verkiezingen aan, wat echter slecht afliep. Met een daling van maar liefst 177 zetels was de LDP niet langer de populairste partij, de democratische partij had nu de bovenhand met een stijging van maar liefst 195 zetels onder leiding van Yukio Hatoyama. Men spreekt hier van de grootste nederlaag van de LDP en dit moment kondigde opnieuw het einde aan van de partij tot 2012 wanneer Abe opnieuw verkozen wordt.

### Shinzo Abe (2012-2020)

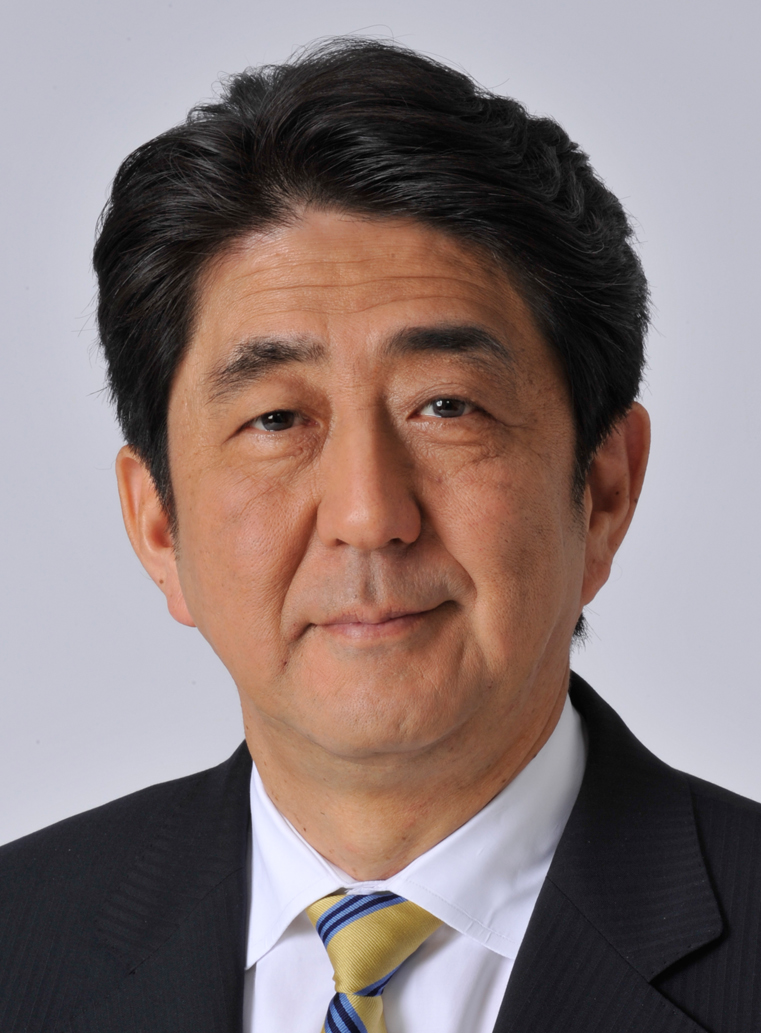
Shinzo Abe

Shinzo Abe werd weer premier nadat de LDP in 2012 een enorme overwinning genoot tegenover de DPJ. De LDP behaalde hierbij maar liefst 297 zetels en de DPJ een magere 57.
Na zijn verkiezing lanceerde hij onmiddellijk een ambitieus programma om de stervende economie van Japan opnieuw te stimuleren en zo ook de herstelling te versnellen in de noordoostelijke regio van Honshu. Deze werd in 2011 getroffen door een aardbeving en tsunami. Dit beleid kreeg al snel de naam Abenomics.
Een van de hoofdpunten die Abe verwezenlijkt wil zien, is nog steeds de hervorming van de grondwet, met name artikel 9. In 2014 keurde het kabinet een herinterpretatie goed van het artikel wat het makkelijker maakt voor Japan om militaire macht te gebruiken indien nodig. Dit ziet Abe echter nog maar als het begin en hij doet er zo veel mogelijk aan om dit artikel volledig te wijzigen. Hierop ervaart hij vanuit het volk wel veel protest.

### Yoshihide Suga (2020-2021)
Yoshihide Suga was tussen 16 september 2020 en 4 oktober 2021 de premier van Japan. Tijdens zijn premierschap kreeg hij veel kritiek op de Olympische Spelen in Tokyo tijdens de coronapandemie. Begin september 2021 kondigde hij aan om opzij te stappen als partijleider en premier en vervolgens koos zijn partij, enkele maanden voor de verkiezingen, om Fumio Kishida te benoemen als zijn opvolger.

### Fumio Kishida (2021-2024 )
Fumio Kishida was tussen 2021 en 2024 premier. Hij trad echter af door een schandaal.

### Shigeru Ishiba  (2024-)

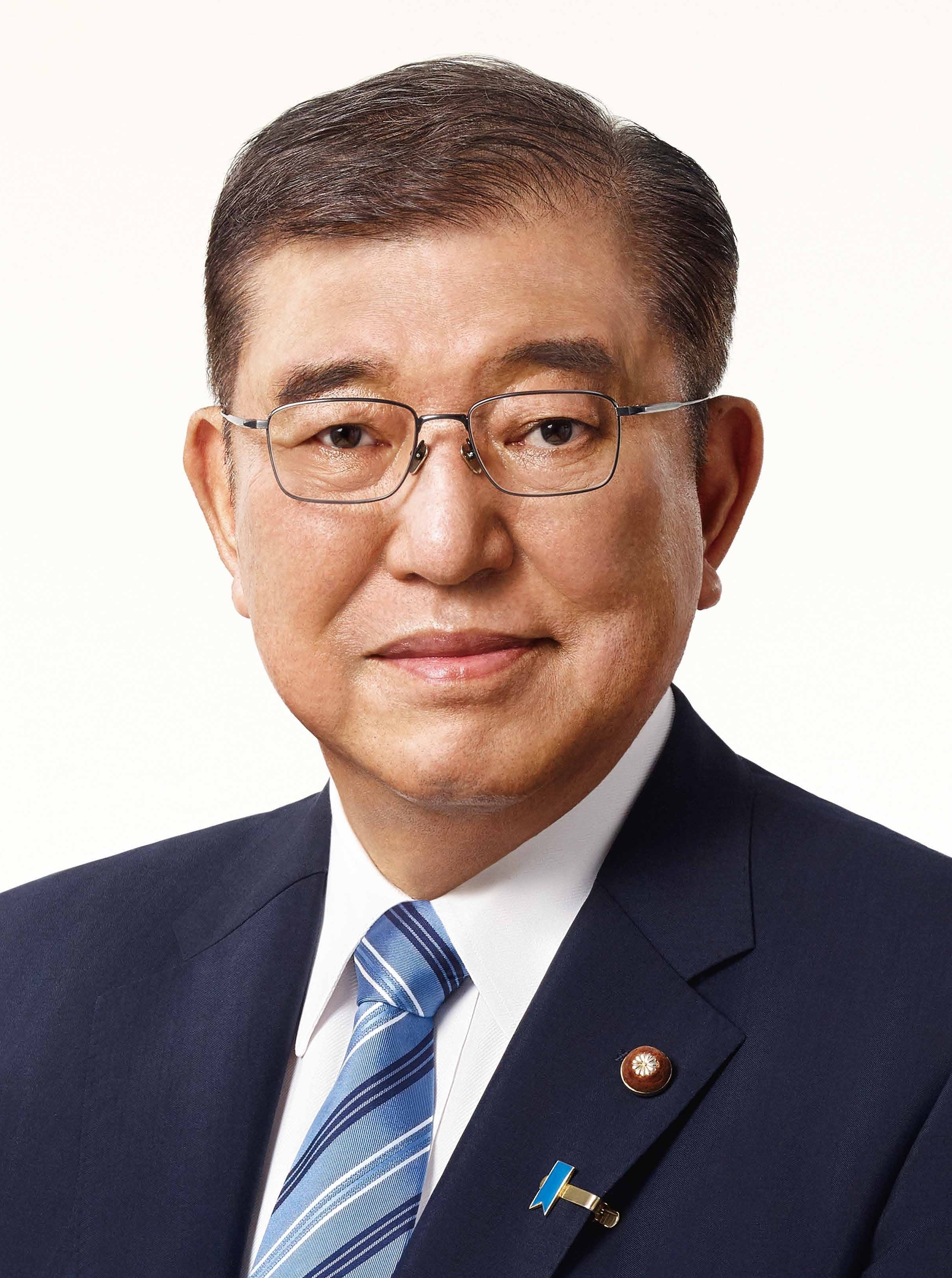
Shigeru Ishiba

Shigeru Ishiba is sinds 4 oktober 2021 premier.